# Bensekrane (distrito)
Bensekrane é um distrito localizado na província de Tremecém, no noroeste da Argélia. Em 2008, sua população era de 32 067 habitantes.